# 三聚体

乙炔三聚成苯。

三聚体又稱三体，是三个相同分子化合生成的产物。非常容易形成三聚体的化学品有甲醛、三氧化硫、丙酮、氰酸和脂肪族的异氰酸酯等。
炸藥三過氧化三丙酮也是一種三聚體。